# Karta Florencka
Karta Florencka – dokument stanowiący uzupełnienie Karty Weneckiej w zakresie ochrony ogrodów historycznych, zatwierdzony przez ICOMOS 15 grudnia 1981 roku. Zawiera 25 artykułów, które:
- definiują, czym jest ogród historyczny
- określają cele ochrony ogrodów historycznych
- precyzują zasady utrzymania, konserwacji, restauracji i restytucji ogrodów historycznych
- określają zasady ochrony prawnej i administracyjnej ogrodów historycznych